# Futsal en los Juegos Suramericanos
El futsal (o fútbol sala) es uno de los múltiples deportes que se han venido disputando a lo largo de la historia de los Juegos Suramericanos. Hasta el momento, se han llevado a cabo 6 ediciones del torneo, 2 de ellas a manera de exhibición (1994 y 1998) organizadas por FIFUSA y ODESUR, y 5 de manera oficial organizadas con reglas FIFA (2002, 2006, 2010, 2014 y 2018).
A pesar de haberse celebrado dicha competición en 6 ocasiones, todavía no se ha producido su inclusión definitiva en el programa oficial de estos Juegos.
El torneo es organizado conjuntamente por la FIFA y la Organización Deportiva Suramericana (ODESUR).

## Ediciones

### Rama masculina
| Evento              | Oro       | Plata     | Bronce    |
| ------------------- | --------- | --------- | --------- |
| Valencia 1994       | Venezuela | Uruguay   | ?         |
| Cuenca 1998         | Paraguay  | Colombia  | ?         |
| Río de Janeiro 2002 | Brasil    | Argentina | Bolivia   |
| Buenos Aires 2006   | Brasil    | Paraguay  | Argentina |
| Medellín 2010       | Brasil    | Uruguay   | Colombia  |
| Santiago 2014       | Brasil    | Argentina | Colombia  |
| Cochabamba 2018     | Colombia  | Paraguay  | Argentina |
| Asunción 2022       | Argentina | Paraguay  | Colombia  |

#### Títulos por país
| País      | Oro | Plata | Bronce |
| --------- | --- | ----- | ------ |
| Brasil    | 4   | 0     | 0      |
| Paraguay  | 1   | 3     | 0      |
| Argentina | 1   | 2     | 2      |
| Colombia  | 1   | 1     | 3      |
| Venezuela | 1   | 0     | 0      |
| Uruguay   | 0   | 2     | 0      |
| Bolivia   | 0   | 0     | 1      |

### Rama femenina
| Evento          | Oro      | Plata     | Bronce  |
| --------------- | -------- | --------- | ------- |
| Cochabamba 2018 | Colombia | Paraguay  | Bolivia |
| Asunción 2022   | Paraguay | Argentina | Bolivia |

#### Títulos por país
| País      | Oro | Plata | Bronce |
| --------- | --- | ----- | ------ |
| Paraguay  | 1   | 1     | 0      |
| Colombia  | 1   | 0     | 0      |
| Argentina | 0   | 1     | 0      |
| Bolivia   | 0   | 0     | 2      |